# جانقو اوما (پرو)
جانقو اوما (به اسپانیایی: Janq'u Uma) یک کوه در پرو است که در پرو واقع شده‌است. جانقو اوما ۴٬۹۰۰ متر بالاتر از سطح دریا واقع شده‌است.